# آريس تاتارونيس
آريس تاتارونيس (باليونانية: Άρης Ταταρούνης)‏ مواليد 4 مايو 1989 في ماروسي، أتيكا، هو لاعب كرة سلة يوناني. بدأ مسيرته الاحترافية في سنة 2007. يبلغ طوله 6 قدم 3.75 بوصة (1.9 م). لعب مع نادي باناثينايكوس لكرة السلة ونير إيست ونادي سبورتينغ لكرة السلة.

## روابط خارجية
- آريس تاتارونيس على موقع الدوري الأوروبي لكرة السلة (الإنجليزية)
- آريس تاتارونيس على موقع كرة السلة الأوروبية.كوم (الإنجليزية)
- آريس تاتارونيس على موقع DraftExpress.com (الإنجليزية)
- آريس تاتارونيس على موقع ريلجم (الإنجليزية)
- آريس تاتارونيس على موقع بروبوليرز (الإنجليزية)
- آريس تاتارونيس على موقع سبورتس رفرنس (الإنجليزية)